# Santi Riera i Subirachs
Santi Riera i Subirachs (Sant Julià de Vilatorta, 26 d'octubre de 1935 - 11 de març de 2018) va ser un músic català. Va estudiar música a l'Acadèmia Santa Cecília de Vic i es va llicenciar en musicologia a l'Acadèmia de Roma. Va cursar estudis de composició i contrabaix a Trossingen, entre els anys 1964 i 1968.
Va exercir de professor de llenguatge musical a l'Escola Municipal de Vic (1968-1970) i al Conservatori Municipal de Música de Manresa (1982-1988), centre que va dirigir entre 1986 i 1988. A més, va ser director pedagògic de l'Escola de Pedagogia Musical, encapçalada pel director de l'Escolania de Montserrat Ireneu Segarra (1992-2002). Va escriure més de 15 volums de llibres sobre pedagogia musical, tant en teoria i investigació com en materials pràctics per utilitzar a les escoles i conservatoris. Al llarg de la seva vida, va recuperar peces del patrimoni musical català i va formar part de les Caramelles del Roser de Sant Julià de Vilatorta, entitat de la qual va ser director i president (2005-2015) i per a la qual va compondre més d'una desena de peces. Riera és l'autor musical de la coneguda cançó Pujarem dalt dels cims, amb lletra de Martí Sunyol, popularitzada pels moviments excursionistes de Catalunya.

## Llibres[1]
- Música per a l'Educació Primària (6 vol.)
- Llenguatge musical grau elemental (5 vol.)
- Repertoris de llenguatge musical (4 vol.)
- Les Caramelles del Roser de Sant Julià de Vilatorta en el context del fet caramellaire dels Països Catalans
- Les Caramelles del Roser de Sant Julià de Vilatorta (en col·laboració)